# Mile High
Mile High är en engelsk drama/komedi-serie som handlade om kabinpersonal på ett lågprisflygbolag på en engelsk flygplats. Och om både problem på arbetsplatsen som i privatlivet men också vardagliga händelser och bekymmer. I senare säsonger tog dock serien steget mot såpa och blev mer inriktad mot kontroversiella ämnen som drogsmuggling och sexuella relationer mellan de anställda. Serien visades i Sverige under 2007 på TV400 under originaltiteln Mile High. Programmet sändes på kanalen Sky1 mellan 2003 och 2005 i England.

## Rollista
- Sarah Manners: K.C. (Katherine Cassandra) Gregory
- James Redmond: Jason Murdoch
- Emma Ferguson: Emma Coyle
- Naomi Ryan: Lehann Evans
- Adam Sinclair: Will O’Brien
- Tom Wisdom: Marco Bailey
- Jo-Anne Knowles: Janis Steel
- Matthew Chambers: John Bryson

## Visningsländer
Mile High har visats i flera länder som Storbritannien, Kanada, Estland, Frankrike, Finland, Tyskland, Irland, Indien, Israel, Nederländerna, Nya Zeeland, Sverige, Sydkorea, Serbien och USA. 